# أليزي
أليزي جاكوتي (بالفرنسية: Alizée Jacotey)؛ (21 أغسطس 1984-) مغنية فرنسية.. ولدت في أجاكسيو، كورسيكا، وعرفت باسمها الفني أليزي. ولفتت موهبتها أثناء أدائها في برنامج المواهب جراينز دي ستار سنة 1999 وخلالها أكتشفت ميلين فارمر موهبتها. أصدرت أليزي ألبومين بالتعاون مع ميلين فارمر ولوران بوتونات، اشتهرا داخل وخارج فرنسا.
وشرعت أليزي بالدخول في عالم الموسيقى سنة 2000. وعندها أصدرت ثلاثة ألبومات، كان أول اثنين من ألحان لوران بوتونات، والكلمات لميلين فارمر. كان ألبومها الأول بعنوان Gourmandises، والذي حصل على الشهادة البلاتينية في غضون ثلاثة أشهر من إصداره. نجح Gourmandises داخل فرنسا وخارجها بعد توزيعه عالميًا عام 2001، وجعل أليزي المطربة الفرنسية الأعلى مبيعًا عام 2001. كما أصبح ألبومها «موي...لوليتا» رقم واحد في عدة بلدان في أوروبا وشرق آسيا. استخدمت حملة التسويق صورة لأليزي كصورة لوليتا الجذابة. تلى Gourmandises الألبوم الثاني، Mes Courants Électriques سنة 2003، والذي نجح أيضًا، لكن ليس بنفس نجاح الألبوم الأول. بعد إصدار هذا الألبوم، قامت أليزي بجولة في فرنسا خلال خريف سنة 2003، شاركت أثنائها في 43 حفلة في جميع أنحاء فرنسا، بالإضافة إلى بلجيكا وسويسرا.
تزوجت أليزي من صديقها المغني الفرنسي جيريمي شاتولان في أواخر سنة 2003. توقفت عن الغناء فترة بعد زواجها ثم عادت بألبوم جديد بعنوان Psychédélices في 3 ديسمبر، 2007.

## سيرتها الذاتية

### 1984–1999: السنوات الأولى وبداية مسيرتها الفنية

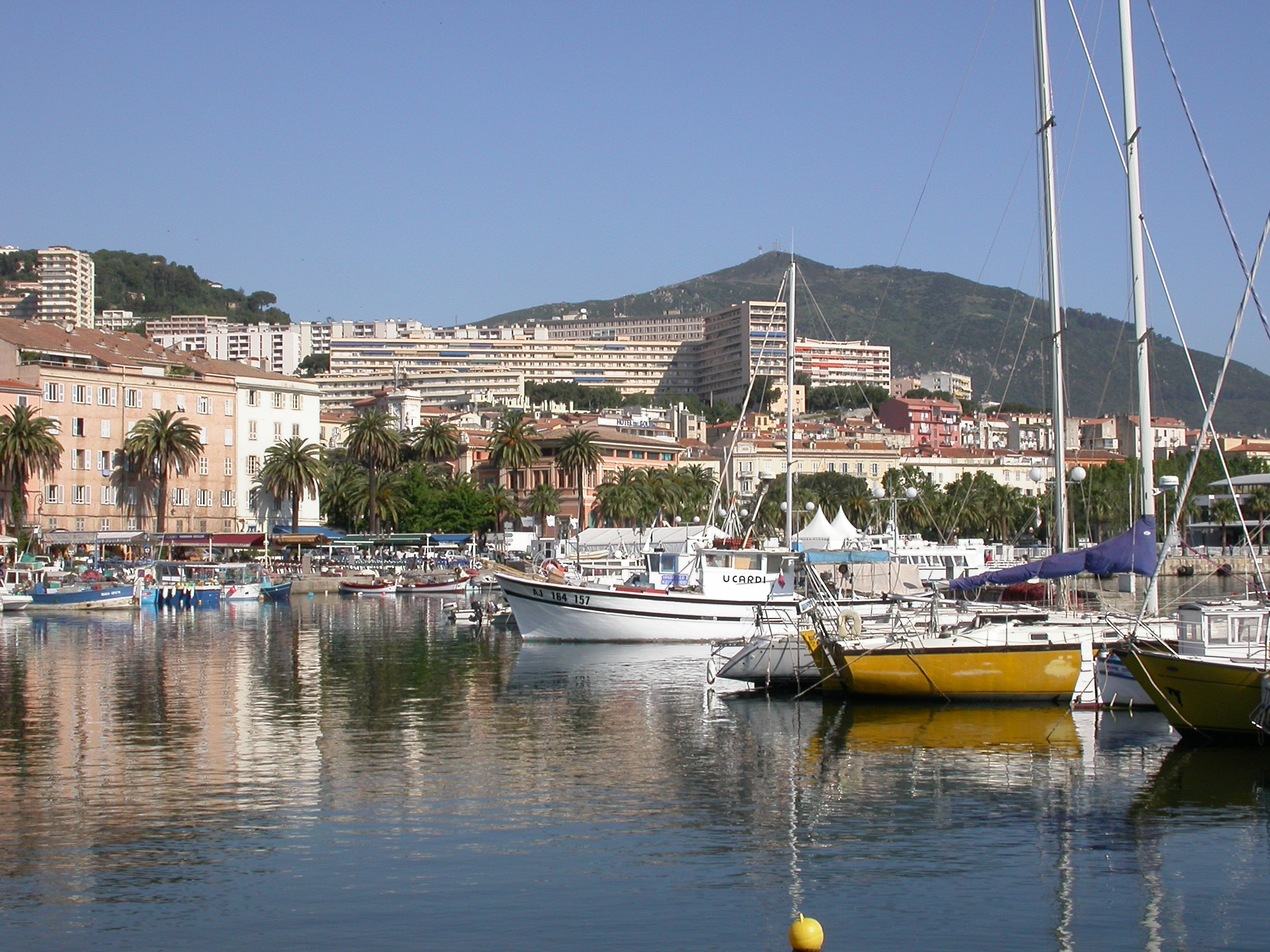
أجاكسيو، مسقط رأس أليزي

تعرف أليزي أيضا باسم «ليلي»، وكانت قد بدأت الرقص في وقت مبكر من حياتها،  حتى أنها أصبحت محترفة في الرابعة من عمرها. وبعد عام التحقت بمدرسة ايكولى دو سبيكتاكل دى مونيك موفراجى الشهيرة للرقص بكورسيكا وتدربت بها حتى الخامسة عشر من عمرها. في عام 1995، عندما كانت في الحادية عشرة من عمرها، فازت في مسابقة التلوين التي نظمتها Air Outre Mer، وهي شركة طيران فرنسية سابقة تديرها جزئيا الاّن سويز إير. فاز تصميم أليزي بالجائزة الأولى فتم تنفيذه في مقصورة إحدى طائرات شركة الطيران. كما أطلق اسمها على الطائرة، وفازت برحلة إلى جزر المالديف تقديرًا لمجهودها.
في عام 1999، ظهرت في برنامج المواهب التلفزيوني «جراينز دي ستار»، الذي بثته قناة ميتروبول 6. أرادت في البداية الاشتراك في مسابقة الرقص. لكنها كانت مخصصة للمجموعات فقط. فاشتركت في مسابقة الغناء بدلاً منها بأغنية مابرى (لأكسيل ريد عام 1997). فازت عنها بجائزة "Meilleure Graine" لأفضل نجمة غناء شابة واعدة في المستقبل.
لاحظ نجاحها كل من مغنية البوب المخضرمة الفرنسية كندية المولد ميلين فارمر ولورنت بوتونات، وكانا يبحثان عن صوت شاب جديد للمشاركة في مشروعهما الجديد. فوقع الاختيار على أليزى بعد اختبارها. ونسقا لظهورها الأول بدقة شديدة، للتحكم في صورتها ومظهرها العام. في عام 2000، أنتجا لها ألبومها الأول، Gourmandises الذي حققت نجاحًا كبيرًا في فرنسا، وألمانيا، والمكسيك، والمملكة المتحدة. كانت الأغنية الأولى «موي...لوليتا»، والتي وصفها البعض بلوليتا حيث كانت قادرة على«إذابة قلوب الرجال». كما اعترف اّخرون بتنوع طبقات صوتها ومواهبها الفنية. فازت أليزى بجائزة ميتروبول 6 (M6) في عام 2000. أصدرت ألبومها التالي Mes Courants Électriques، في عام 2003. حقق هذا الألبوم نجاحا كبيرا، ولكن ليس كنجاح Gourmandises. تلى ذلك الألبوم المباشر لجولتها في أنحاء البلاد.

### 2000–2002:Gourmandises,Moi... Lolita,L'Alizéوبداية النجاح العالمي
أصدرت أليزى ألبومها الأول Gourmandises عام 2000. اشتهر هذا الالبوم داخل أوروبا وخارجها. أصبح الألبوم ضمن أفضل خمس أغنيات في فرنسا وألمانيا والمكسيك والبلدان الآسيوية وغيرها. تلاه ألبوم عام 2003، Mes Courants Électriques، ثم ألبوم الحفلات المباشرة Alizée En Concert، عام 2004.
بيع لأليزى ما يقرب من خمسة ملايين البوم وأغنية في جميع أنحاء العالم. وشاركت في عروض مسرحية مختلفة، وعروض مباشرة في جميع أنحاء أوروبا من فرنسا إلى روسيا. كما شاركت في إعلانات يابانية. وفي الآونة الأخيرة، أصبحت شعبيتها في أمريكا الشمالية تضاهى شعبيتها في أوروبا، كما أدت جولاتها الفنية والدعاية المسبقة لها إلى تكوين قاعدة عريضة للغاية من الجمهور في الولايات المتحدة والمكسيك. بالإضافة إلى ذلك، فهي تحظى أيضا بشعبية كبيرة في أجزاء من آسيا بما فيها الهند والصين واليابان.
توقفت أليزى فترة عن الغناء بعد زواجها في أواخر عام 2003، وتجنبت الظهور في وسائل الإعلام، وكذلك توقف موقعها الرسمي منذ صيف 2005. وكان أول ظهور تلفزيوني لها منذ ذلك الحين في تلفزيون إم تي في فرانس، في 18 فبراير 2006. ثم استأنفت ظهورها في وسائل الإعلام منذ النصف الثاني من عام 2007 للترويج لألبومها الثالث Psychédélices.
قدمت أليزى أغنيتها الأولى "Moi....Lolita "، وهي الأكثر نجاحا حتى الآن. حيث لاقت نجاحا في معظم أنحاء أوروبا وأجزاء من شرق آسيا، ووصلت للمركز الأول في عدة بلدان. كانت صورة أليزى التي تشبه شخصية لوليتا المثيرة، تشير إلى رواية فلاديمير نابوكوف. وقدمت أليزى خلال تصوير فيديو هذه الأغنية دور فتاة قروية في ناد ليلي. ثم استخدمت الأغنية في أفلام المملكة المتحدة القصيرة في فيلم جود يير عام 2006، كجزء من الموسيقى التصويرية للفيلم.
أصدرت إحدى أغنيات ألبومها الأول Gourmandises ("Delicacies") عام 2000. كانت كلمات هذا الألبوم لفارمر والألحان لبوتونات، وبيع منه أكثر من 850,000 نسخة في فرنسا. فأصبح بلاتينيا خلال ثلاثة أشهر فقط. في عام 2001، طرح الألبوم، والذي وصفت كلمات معظم أغنياته «كلمات خطيرة»، في الأسواق العالمية، وأصبحت المطربة الفرنسية الأعلى مبيعا في عام 2001. بيع من هذا الألبوم أكثر من مليوني نسخة في جميع أنحاء العالم. أحكم فارمر وبوتونات السيطرة على كيفية تسويق الألبوم وكذلك على الصورة التي رسمت لأليزى. في الوقت نفسه، سمح لأليزى بعدد قليل جدا من المقابلات، ولا يمتد وقت المقابلة الواحدة أكثر من 20 دقيقة لكل صحفي. كما أنها لم توافق على التقاط أية صور.
طرحت الأغنية الثانية من نفس الألبوم «لاليزى» (2000)، بعد فترة وجيزة. وصلت للمركز الأول في فرنسا، وحققت قدرا من النجاح عالميا.ظهرت أليزى في فيديو أغنية "sexily alliterative"  وسط فقاعات من الصابون أمام خلفية وردية وتغنى عن نفسها. صور هذا الفيديو في استديو ببروكسل، وتطلب 25 مترا * 10 أمتار من قماش بلون وردى ليكون بمثابة خلفية، كما استخدمت فقاعات حقيقية. تلت هذه الأغنية أغنية أخرى من نفس الألبوم بعنوان "Gourmandises". يصور الفيديو مجموعة من الفتيان والفتيات في نزهة، وتم تصويره في يوم واحد. كانت اّخر أغنيات هذا الألبوم "Parler Tout Bas"، عن الأحلام وفقدان البراءة. حصلت أغنية "Parler Tout Bas" على المركز الثالث في فرنسا، ثم تلاها إصدار "Gourmandises".

### 2003–2004:Mes courants électriques, En Concert والشهرة في اسيا
في عام 2003، عادت أليزى بألبومها الثاني Mes Courants Électriques . عند إصدار هذا الألبوم، غيرت صورتها من 'لوليتا' إلى فتاة مراهقة. كتب كلمات هذا الألبوم أيضا كل من فارمر وبوتونات. في حين أنه حقق نجاحا داخل فرنسا وخارجها، كما تميز بتوفير نسخة إنجليزية لأربع أغنيات منه، إلا أن نجاحه لم يضاه نجاح الألبوم الأول Gourmandises. بيع منه 200,000 نسخة في فرنسا.
كانت أولى أغنيات هذا الألبوم، "J'en ai marre!"—والتي تعرف باسم "Mon Bain de Mousse" في اليابان، وصدرت عام 2003. تظهر أليزى في فيديو هذه الأغنية تغنى داخل قفص زجاجي ويرش عليها الماء. هذا القفص عبارة عن شبكة من الزجاج، تبلغ أبعاده 3 * 3 أمتار، أنشئ في استوديو باريسي، واستغرق تصويره يومين. تحمل النسخة الإنكليزية من هذه الأغنية عنوان «اى ام فد اب»، تم إصدارها وتصويرها مثل الفيديو.
أما الأغنيات الأخرى من هذا الألبوم كانت «جJ'ai pas vingt ans» و"À contre-courant". وكذلك أغنيات "J'en ai marre"، "J'ai pas vingt ans"، "Youpidou" و"Amélie M'a Dit" لهم نسخ إنكليزية. تظهر أليزى في فيديو أغنية "J'aiJ'ai Pas Vingt Ans" (أي ام نوت توينتى) في حفل غنائي ترقص فيه وسط كثير من الراقصين. وكانت أغنية ÀÀ Contre-courant، اّخر غنيات هذا الألبوم، صورته داخل مصنع مهجور للفحم. لكن هذه الأغنية لم يكن لها نسخة إنجليزية.
بعدما انتهت أليزى من ألبومها الثاني Mes Courants Électriques، قامت بجولة في فرنسا وبلجيكا وسويسرا، خلال النصف الثاني من عام 2003. بدأت هذه الجولة بحفلة في 26 أغسطس 2003 في باريس، فرنسا. وكانت اّخر حفلاتها عشية 17 يناير 2004 في قاعة Le Zénith في باريس. شملت هذه الجولة المدن الرئيسية بما فيها ليون، روان، ليل، غرينوبل، وديجون، وغيرهم.
طرحت حفلات مختارة من هذه الجولة في الأسواق على سى دى (CD) ودي في دي (DVD) بعنوان "Alizée En Concert"، كان ذلك في خريف 2004. اشتمل السى دى على أغنيات من الألبومين معا. أما الدي في دي شمل بعض لقطات فيديو من نفس الحفلات المسجلة على السى دى بالإضافة للقطات من البروفات.
صدر هذا التجميع في المكسيك أوائل عام 2007، من إنتاج يونيفرسال ميوزيك، وصدر على سي ديسى دى ودي في دي،  وذلك بعد إذاعة الأغنيات في محطات الإذاعة المحلية. احتلت الأغنيات المراكز الأولى في البلد.كما حقق الألبوم نجاحا كبيرا حيث وصل للمركز الرابع عالميا في 28 مايو 2007،  وكذلك المركز الثامن على قائمة الألبومات الرئيسية. حصل هذا الألبوم على الشهادة الذهبية، حيث بيع منه أكثر من 50,000 نسخة في المكسيك وحدها.

### 2007–2009:Psychédélices,Tout Alizée والشهرة في أمريكا اللاتينية

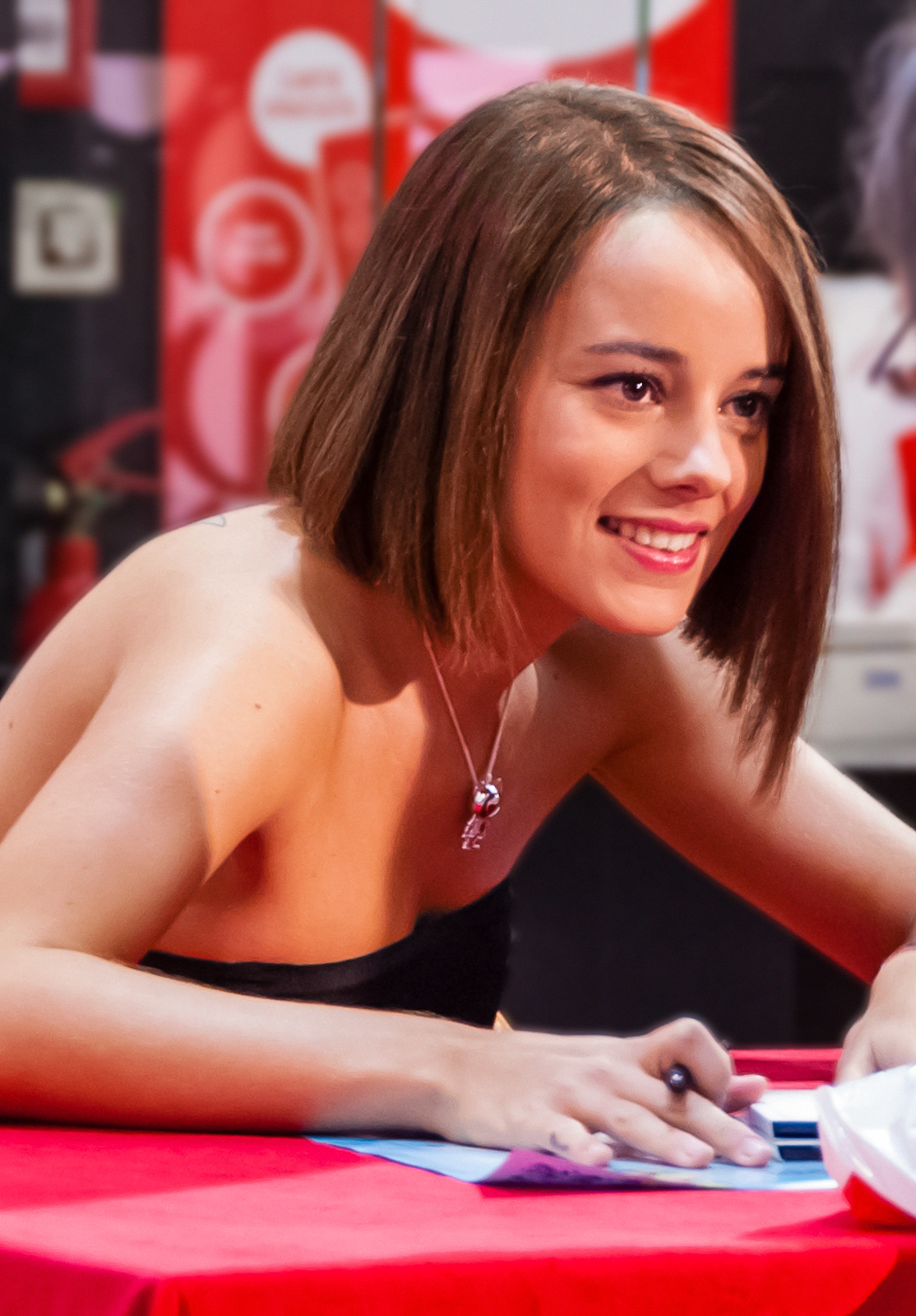
أليزي في باريس، 2007

بعد توقف دام أربع سنوات، ابتعدت أليزى خلالها عن الأضواء الإعلامية، عادت في ديسمبر / كانون الأول عام 2007 بألبوم جديد، "Psychédélices "، وكان أول ألبوم لها بدون ميلين فارمر. ضم الألبوم 11 أغنية،  أتيح للتحميل الرقمي في 26 نوفمبر 2007،  وصدر كاملا في 3 ديسمبر 2007  من ار سى ايه للتسجيلات. تعاونت في هذا الألبوم مع برتراند برجلات، دانيال درك، اوكسمو بوسينو، جيريمي شاتولان،  ميشيل إيف كوكمان، وجان فوك.
صدرت أولى أغنيات الألبوم Mademoiselle Juliette  في 30 سبتمبر 2007. وكانت قد صدرت في وقت مبكر من خلال موقع فيرجن ميجاستور في 23 سبتمبر 2007،  لكنه تعرض لتلف نتيجة خطأ من جانب فيرجن ميجاستور، فرنسا. أتيح لاحقا في مواقع الموسيقى على الإنترنت وكذلك محطات الإذاعة، ، وحصل على الترتيب # 13 في قوائم التحميل الرسمي. ظهرت أليزى في محطة الإذاعة الفرنسية، إذاعة ان ار جى (NRJ)  في 27 سبتمبر 2007، من أجل الترويج للأغنية. تم بث الفيديو من خلال الإذاعة في 19 نوفمبر 2007،  بالإضافة إلى ام اس ان فرانس في 16 نوفمبر 2007. كما صدر على سى دى وفينيل في 21 يناير 2008.
سربت أغنية Fifty-Sixty، وهي الأغنية الثانية في الألبوم قبل شهرين من صدوره. على الرغم من أنه لم يشر لعنوان الأغنية، إلا أن بيان صحفى أكد هذا التسريب وكشف عن عنوانها وعن الجدول الزمني للألبوم. وبعد ذلك صدرت أغنية Fifty-Sixty في شباط / فبراير 2008. كلمات الأغنية بطريقة شخصية ومجازية بتوجيه من آندي وارهول، وربما مستوحاة من قصة حقيقية من حياة إيدي سيدجويك. تنتهي الأغنية بتكرار كيف أنها كانت حمقاء بتصديقها لاندي أنها كانت الأجمل. صدر فيديو لهذه الأغنية ثلاث مرات،  مرة عند إصدار الألبوم، ومرتان عند إعادة التوزيع. صدر الفيديو الأول يوم 5 مايو 2008. أنشئ موقع على شبكة الإنترنت (www.psychedeclips.com) وكذلك صفحة ماي سبيس (www.مى سبيس.com / psychedeclips)، من أجل الترويج للأغنية والفيديو.
تزامن مع صدور الألبوم الجديد إنشاء الموقع الرسمي الجديد،  والذي رغم الإعلان عنه في 11 سبتمبر 2007، إلا أنه ظل طي الكتمان حتى 28 نوفمبر 2007. كما روّج للألبوم رسميا في ماي سبيس. بدأت حملات دعائية وتسويقية للألبوم في 22 نوفمبر 2007 مع حملات إعلانية في الإذاعة الوطنية في فرنسا، وكذلك تلفزيون TF1، وشبكة الإنترنت.
في مارس 2008، زارت أليزى المكسيك للمرة الأولى في جولة ترويجية قصيرة. كان من المفترض يوم 5 مارس انها توقع للجمهور للمرة الثانية لكن تم إلغاء ذلك بسبب مشاكل أمنية، فعقدت مؤتمرا صحفيا مرتجلا للاعتذار لجمهورها المكسيكي حيث أنه لم يكن خطئها. كما صرحت أيضا سوني بي إم جي مكسيكو أنه لم يكن خطأ أليزى، إنما كانت مشكلة أمنية مع المتجر لأنهم لم يتوقعوا هذا العدد الهائل من الحضور الذي تسبب في كسر الأسوار وتعرض الأطفال للخطر. بناء على ذلك وعدت أليزى بتعويض ذلك عند زيارتها للمكسيك في وقت لاحق من هذا العام. ذكرت أيضا أنها ستبدأ جولة يوم 18 مايو في موسكو، تليها حفلات في المكسيك ثم فرنسا. كما علقت على القرصنة في الموسيقى بأن لها وجهين «أحدهما جيد» و«الاّخر سيئ»، وجها الجيد أنها توصل موسيقاها إلى أماكن لم تتوقع أن تصل لها. بعد نجاح أليزى خلال جولتها في المكسيك وفي محاولة للتغلب على المشكلة التي وقعت خلال زيارتها الترويجية الأولى، أعلنت أليزى أنها ستوقع للجمهور في 26 يونيو / حزيران 2008 في مدينة مكسيكو، وقعت على أكثر من 300 اسطوانة، وقدم لها مسئولو سوني بي إم جي مكسيكو شهادة ذهبية نظرا للمبيعات التي بلغت أكثر من 50,000 نسخة من «Psychédélices - طبعة الجولة المكسيكية». كان الغلاف الغنائي الجديد في المكسيك هو غلاف مادونا، «La Isla Bonita»، والذي حصل على المركز الأول من قائمة المراكز العشرة الأولى.
بعد نجاح Alizée En Concert و Psychédélices في المكسيك، أصدرت يونيفرسال ميوزيك ألبوم مجمع بعنوان "Tout Alizée".  هذا الإصدار خاص بالمكسيك فقط، ويتكون من 15 أغنية (منهم4 ريمكس) من الألبومين السابقين. بالإضافة إلى دي في دي يظهر بعض لقطات الفيديو. وصل هذا الإصدار المجمع للمركز 62 في قائمة أفضل 100 ألبوم مكسيكى، وكذلك المركز 20 في قائمة أفضل 20 ألبوم مكسيكى عالمي.

## حياتها الشخصية
على الرغم من أن صور ألبوماتها مثيرة وشبهتها بلوليتا، إلا أنها كانت «شابة مثالية» خلال فترة المراهقة. وعلى الرغم من وصفها بأنها خجولة جدا ومتحفظة، إلا إنها تحب الظهور أمام الجماهير. وفي حين أنها تمارس الغناء، إلا أنها تفضل الرقص، وتتقن تماما الرقص الكلاسيكي والجاز، والباليه، والنقر والفلامنكو. كما تحب أليزى كرة القدم. فهي من مشجعي اجاكسيو (كورسيكا)، ووجهت لها دعوة لبدء إحدى المباريات.
كما تشارك أليزى في العمل الخيري من خلال لى انفوير، وهي عبارة عن مجموعة من مشاهير الفرنسيين ينظمون حفلات لجمع التبرعات كل عام. يوجه عائد هذه الحفلات إلى مطاعم ليس ريستوران دو كور. أسس هذه المجموعة الممثل الكوميدي الفرنسي كوليش، ليساعد في إطعام الفقراء. شاركت أليزى في هذه الحفلات في أعوام 2001 و 2002 و 2008 و 2009.
تزوجت أليزى من صديقها المغني الفرنسي جيريمي شاتولان، والذي التقت به خلال حفل توزيع جوائز (Eurobest awards)عام 2003. تزوجا يوم 6 نوفمبر 2003 في لاس فيغاس، نيفادا، الولايات المتحدة. أنجبا طفلتهما الأولى «أنيلى» في 28 أبريل، 2005.

## الإستقبال النقدي
على الرغم من التسويق والنجاح التجاري لأغنية موي... لوليتا، إلا أنه كانت هناك انتقادات لها. حيث يرى النقاد وجود تشابه في الأسلوب مع ميلين فارمر لافت جدا للنظر. كما رأى البعض أن صورة لوليتا طغت على براعة غنائها، ووصفوا ذلك بأنها «محاولة يائسة لتبدو مثيرة»، وأوشك الكثير منهم على صرف النظر عنها. كما أشارو إلى أنها تبدى «انفعالات أكثر من المعتاد في أغانى البوب». ضمت ألبومات أليزى الثلاثة كم كبير من الأغاني ما بين موسيقى البوب الجذابة والأغنيات الحنونة. اختار راديو فرنسا الدولي ألبوم Gourmandises المميز باعتباره سى دى الأسبوع.
| أليزي | The ten songs on Alizée's debut album, Gourmandises (Goodies), have all been expertly manufactured by the Farmer hit-machine. Sweet syrupy pop ditties are wrapped in silky synths, violins and catchy techno beats and judging by the success of Alizée's sexily alliterative second single, L’Alizé, the Farmer team have hit upon a winning formula. | أليزي |

## وصلات خارجية
- أليزي على موقع IMDb (الإنجليزية)
- أليزي على موقع ألو سيني (الفرنسية)
- أليزي على موقع ميوزك برينز (الإنجليزية)
- أليزي على موقع أول ميوزيك (الإنجليزية)
- أليزي على موقع ديسكوغز (الإنجليزية)
- أليزي على موقع قاعدة بيانات الفيلم (الإنجليزية)
- الموقع الرسمي
- قناة يوتيوب الرسمية
- قناة يوتيوب (فيفو) الرسمية